# Fenomen Christensena
Fenomen Christensena – zjawisko występowania wolnej, trójkątnej przestrzeni pomiędzy dwoma łukami zębów, w okolicy trzonowców, przy jednoczesnym zwarciu zębów przednich. Wyróżniamy dwa typy fenomenu Christensena: podłużny i boczny.
Podłużny - po wysunięciu żuchwy do przodu do zetknięcia się brzegów siekaczy (okluzja centralna) pojawia się szczelina (kąt otwarty) ku tyłowi pomiędzy trzonowcami.
Boczny - po przesunięciu żuchwy w bok do zetknięcia się brzegów siekaczy pojawia się szczelina (kąt otwarty) ku tyłowi pomiędzy trzonowcami.